# 飯尾常房
飯尾 常房（いいのお つねふさ、応永29年3月19日〈1422年4月10日〉- 文明17年閏3月23日〈1485年5月7日〉）は、室町時代の武士・書家。彦六左衛門（ひころくさえもん）の通称で知られる。
室町幕府幕臣の飯尾氏の流れを汲む阿波守護細川氏の家臣の家に生まれる。細川成之に仕えながら堯孝に和歌を学び、青蓮院流の書道を修めて、後に「飯尾流」と呼ばれる独自の流派を形成した。一時期、足利義政に招かれて右筆を務めている。
応仁の乱後の京都の荒廃を嘆いて「汝（なれ）や知る 都は野辺の 夕雲雀 あがるを見ても 落つる涙は」と詠んだ和歌は『応仁記』に採録されて後世に知られることになった。
墓所は徳島県吉野川市鴨島町飯尾（明治以前の飯尾村）の報恩寺にあるとされている。